# إيفان بارون
إيفان بارون (بالإنجليزية: Ivan Baron)‏ مواليد 12 نوفمبر 1972 في جاكسونفيل، هو لاعب كرة مضرب أمريكي سابق بدأ مسيرته كمحترف سنة 1991 وكان يلعب باليد اليمنى. أعلى تصنيف له في الفردي كان المركز الـ 218 في سنة 1995. أعلى تصنيف له في الزوجي كان المركز الـ 156 في سنة 1995.

## النهائيات

### الزوجي: 1 (0–1)
| الحصيلة | الرقم | السنة | الدورة                                           | الأرضية | الشريك         | المنافس في النهائي        | النتيجة في النهائي |
| ------- | ----- | ----- | ------------------------------------------------ | ------- | -------------- | ------------------------- | ------------------ |
| الوصافة | 1.    | 1996  | بطولة دلراي بيتش الدولية للتنس، الولايات المتحدة | ترابية  | بريت هانسن دنت | تود وودبريدج مارك وودفورد | 3–6, 3–6           |

## روابط خارجية
- إيفان بارون على موقع رابطة محترفي التنس (الإنجليزية)
- إيفان بارون على موقع الاتحاد الدولي لكرة المضرب (الإنجليزية)
- إيفان بارون على موقع خلاصة التنس.كوم (الإنجليزية)